# 坪井正美
坪井 正美（つぼい まさみ、1944年12月15日 - ）は、日本中央競馬会 (JRA) に所属した騎手。福島県出身。落馬によって頭蓋骨を骨折し、脳が見えるほどの重傷を負いながらも、無事騎手に復帰した。

## 経歴
1944年福島県田村郡船引町（現・田村市）生まれ。1964年に二本柳俊夫厩舎より騎手デビュー。同年デビューの騎手には、嶋田功や菅原泰夫、松田博資らが居る。デビュー年には障害競走で勝ち鞍を重ね、若手騎手の期待株となったが、翌年に大きな落馬事故に遭遇。脳が露出するほどの重傷を負いながらも奇跡的に回復。ふたたび騎手に復帰した。
1980年10月1日付けで引退するまで、年間10勝程度を挙げる関東の中堅騎手として乗り続けた。通算181勝。

## 落馬事故と生還
1965年1月4日、第1回中山競馬2日目第3競走のサラブレッド系障害オープン戦は、8頭立てで行われた。人気の中心はフジノオーで、坪井が騎乗するサチオンワードは、人気は低いものの、フジノオーとの連勝式馬券の組み合わせは3番人気という穴人気に推されていた。
道中、サチオンワードは好位に着けていたが、最終障害で飛越に失敗して落馬、坪井は馬場に叩き付けられ、さらに後続馬が頭を蹴り、坪井はたちまち意識を失った。
馬場内に待機していた救急車が駆けつけ、同乗の医師が坪井のもとに駆け寄ったが、両耳から出血しており、一見して状況は深刻であった。さらに診察すると、息はあるものの、前頭部が陥没骨折して顔面が変形し、また左側頭部が亀裂骨折しており、裂け目からは脳が露出して、その表面には芝の切れ端や砂が付着しているという、非常に重篤な状態にあることを確認した。
医師は直ちに東大脳神経外科清水病院への緊急搬送を決定。中山競馬場の警備にあたっていた警察に協力を要請し、救急車にさらにパトロールカーの先導を付けて搬送した結果、中山競馬場からわずか24分で東大病院に到着、直ちに緊急開頭手術を開始した。
早速脳の状態を詳しく診察した結果、幸いにも脳の損傷はほとんどなく、わずかに骨片が脳の表面に刺さって出血を起こしている程度であることが確認されたので、骨片のほか、脳の表面に付着した砂・芝を除去し、出血部の止血や浮腫の除去を行う治療を施し、陥没部の修復・亀裂骨折の処置を行い、呼吸補助の為の気管支切開なども行って、8時間にわたる手術を終了した。
坪井はそのまま入院し、しばらく昏睡状態にあったが、数日後に意識を取り戻した。やがて後遺症がないことも確認され、食事も摂るようになって急速な回復ぶりを見せた。そして2月1日には早くも退院し、自宅療養を経て4月には厩舎に戻り、やがて騎手として復帰、1965年は通算14勝を挙げ、見事に復活した。
翌年には、怪我の原因となった障害競走にふたたび乗るようになり、勝ち星を挙げている。